# Antoine Pinay
Antoine Pinay (Saint-Symphorien-sur-Coise, 30 december 1891 - 13 december 1994) was een Frans conservatief-liberaal politicus.

## Biografie
Zijn vader Claude Pinay was fabrikant van strohoeden. Hij liep school aan het Collège Sainte-Marie in Saint-Chamond, geleid door paters maristen, maar behaalde zijn diploma niet. Al kort na de start van de Eerste Wereldoorlog raakte hij gewond bij de strijd en zijn rechterarm was sindsdien verlamd. Hij huwde in 1917 met Marguerite Fouletier, dochter van een lederfabrikant. Hij ging dit familiebedrijf leiden.

### Politieke carrière
Van 1929 tot 1977 was hij burgemeester van Saint-Chamond. Hij zetelde ook in de Conseil général van het departement Loire, die hij tussen 1949 en 1979 voorzat.
Antoine Pinay werd bij de parlementsverkiezingen van 1936 voor de gematigd conservatieve Alliance Démocratique (Democratische Alliantie) in de Kamer van Afgevaardigden (Chambre des Députés) gekozen. In 1938 werd hij in de Senaat (Sénat) gekozen. Op 10 juli 1940, na de Franse nederlaag tegen nazi-Duitsland, stemde Pinay voor het verlenen van uitgebreide bevoegdheden aan maarschalk Philippe Pétain. Gedurende de Tweede Wereldoorlog kon hij gewoon aanblijven als burgemeester van Saint-Chamond. In 1941 werd hij lid van de Conseil Nationale de Vichy (Nationale Raad van Vichy) en werd hij onderscheiden met de Ordre de la Francisque, een hoge onderscheiding in Vichy-Frankrijk. Direct na de oorlog werd het hem aanvankelijk niet toegestaan om zich kandidaat te stellen voor de parlementsverkiezingen van 1945, maar toen later bleek dat hij zich als burgemeester van Saint-Chamond voldoende had verzet tegen de Duitsers, werden de beperkingen tegen hem opgeheven. Bij de parlementsverkiezingen van juni 1946 werd hij in de Franse Nationale Vergadering gekozen.

### Premierschap
Antoine Pinay werd een van de populairste leiders van de centrumrechtse Centre National des Indépendants et Paysans (CNIP, Nationaal Centrum van Onafhankelijken en Boeren) en was van 1948 tot 1949 staatssecretaris van Economische Zaken, van 1950 tot 1952 minister van Openbare Werken, Transport en Toerisme. Toen het kabinet-Faure viel over een voorstel over belastingverhoging, werd Pinay, na mislukte pogingen van Paul Reynaud en René Pleven, door president Vincent Auriol belast met de formatie van een nieuw kabinet (februari 1952). Op 8 maart 1952 werd Pinay premier (Président du Conseil) van een kabinet bestaande uit Pinays eigen CNIP, de liberale Parti Radical-Socialiste (PRS), de christendemocratische Mouvement Républicain Populaire (MRP) en de liberale Union Démocratique et Socialiste de la Résistance (UDSR). De socialistische SFIO en de Gaullistische Rassemblement du Peuple Français (RPF) maakten geen deel uit van het kabinet, ofschoon 27 RPF-dissidenten het kabinet steunden. Na zijn aantreden als premier verkreeg hij van de Europese Betalingsunie (EBU) een krediet van 100 miljoen dollar. Antoine Pinay, de eerste centrumrechtse premier van de Vierde Franse Republiek, bood in december 1952 zijn ontslag aan van zijn regering daar de MRP steun weigerde aan een voorstel inzake uitbreiding van de gezinstoeslag.

### Verdere carrière
In 1953 was Pinay kandidaat voor het presidentschap. Zijn collega René Coty (CNIP) werd echter tot president gekozen.
Van 23 februari 1955 tot 1 februari 1956 was hij minister van Buitenlandse Zaken in het kabinet onder premier Edgar Faure. In die functie bereidde hij de onafhankelijkheid van de Franse protectoraten Marokko en Tunesië voor.
Tijdens de Algerije-crisis van mei 1958 steunde hij de terugkeer van generaal Charles de Gaulle in de politiek. Hierna was hij minister van Financiën en Economische Zaken (1 juni 1958 - 13 januari 1960), eerst onder premier De Gaulle, en daarna onder diens opvolger premier Debré. Hij regelde opnieuw een grote lening voor Frankrijk en voerde een nieuwe franc in. In januari 1960 diende hij, uit onvrede over het Algerije-beleid van De Gaulle, zijn ontslag in.
Van 1973 tot 1974 was hij de eerste nationale ombudsman (Médiateur de la République).

### Overlijden
De "wijze van Saint-Chamond" (Le sage de Saint-Chamond) overleed eind 1994 op 102-jarige leeftijd. Hij was de langstlevende premier van Frankrijk.

### Opus Dei
Antoine Pinay was lid van Opus Dei.

## Ministerposten
- Staatssecretaris van Financiën en Economische Zaken — 11 september 1948 - 28 oktober 1949
- Minister van Openbare Werken, Transport en Toerisme — 12 juli 1950 - 8 maart 1952
- Premier (Président du Conseil), minister van Financiën en Economische Zaken — 8 maart 1952 - 8 januari 1953
- Minister van Buitenlandse Zaken — 23 februari 1955 - 1 februari 1956
- Minister van Financiën — 1 juni - 23 juli 1958
- Minister van Openbare Werken, Transport en Toerisme — 3-9 juni 1958
- Interim-minister van Landbouw — 3-9 juni 1958
- Minister van Financiën en Economische Zaken — 13 juli 1958 - 13 januari 1960

## Verwijzing
1. 1 2  (fr) Antoine Pinay. Archives Loire. Geraadpleegd op 6 maart 2025.
2. 1 2 3  Winkler Prins Jaarboek 1953, blz. 360, red. Winkler Prins
3. ↑  Daarnaast was hij ook minister van Financiën en Economische Zaken
4. ↑  Winkler Prins Jaarboek 1953, blz. 236, red. Winkler Prins
5. ↑  Quand le stay-behind portait De Gaulle au pouvoir [Voltaire]

- Bibliothèque nationale de France: cb12013765w (data)
- Gemeinsame Normdatei: 119433567
- International Standard Name Identifier: 0000 0000 2496 6564
- Library of Congress Control Number: n84238966
- National Archives and Records Administration: 10569886
- Nationale Bibliotheek van Israël: 987007451587605171
- Nederlandse Thesaurus van Auteursnamen: 096738642
- Réseau des bibliothèques de Suisse occidentale: 02-A003695325
- SNAC: w6267mhb
- Système universitaire de documentation: 028266374
- Virtual International Authority File: 44309690
- WorldCat: E39PBJjt7GktkThMkj4QdJb68C

Paul Ramadier · Robert Schuman · André Marie · Robert Schuman · Henri Queuille · Georges Bidault · Henri Queuille · René Pleven · Henri Queuille · René Pleven · Edgar Faure · Antoine Pinay · René Mayer · Joseph Laniel · Pierre Mendès France · Christian Pineau · Edgar Faure · Guy Mollet · Maurice Bourgès-Maunoury · Félix Gaillard · Pierre Pflimlin